# Eusirus antarcticus
Eusirus antarcticus is een vlokreeftensoort uit de familie van de Eusiridae. De wetenschappelijke naam van de soort is voor het eerst geldig gepubliceerd in 1880 door Thomson.